# 록히드 P-38 라이트닝

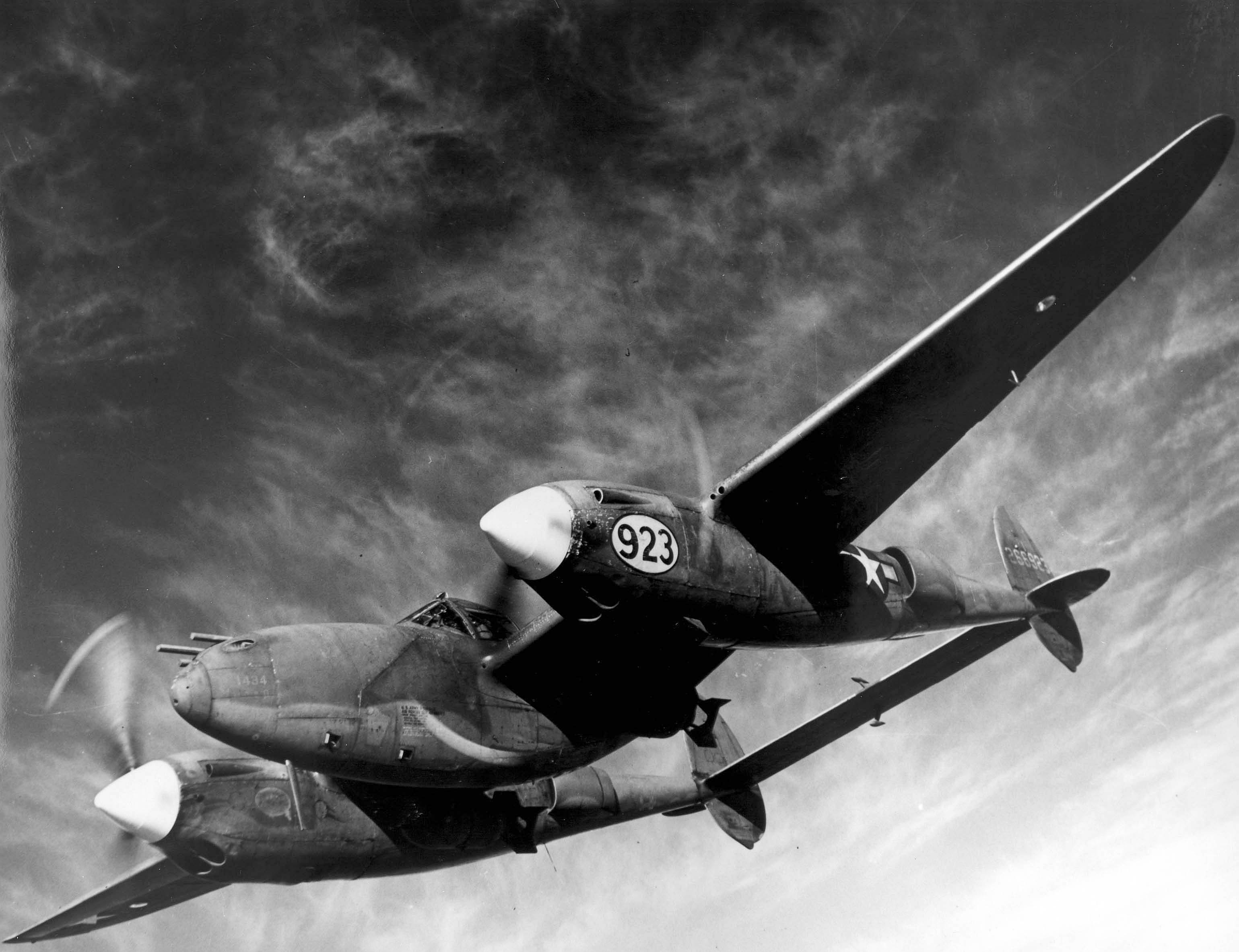

록히드 P-38(Lockheed P-38 Lightning)은 미국 록히드에서 개발한 전투기이다. P-38은 쌍동체 쌍발엔진 구조로 내구력이 좋았지만 기동성은 높지 않았다. 미국이 참전한 제2차 세계대전 동안 1만 대가 생산되었다. 두 대의 엔진을 장착해 최고속도는 667km/h(400mph), 항속거리는 2,100km에 달한다.
스트라이커즈 1945-1의 주 전투기이기도 하며 워썬더와 같은 항공 시뮬레이션 게임에도 등장한다.

## 같이 보기
- 록히드 마틴 F-35 라이트닝 II